# Vulgata

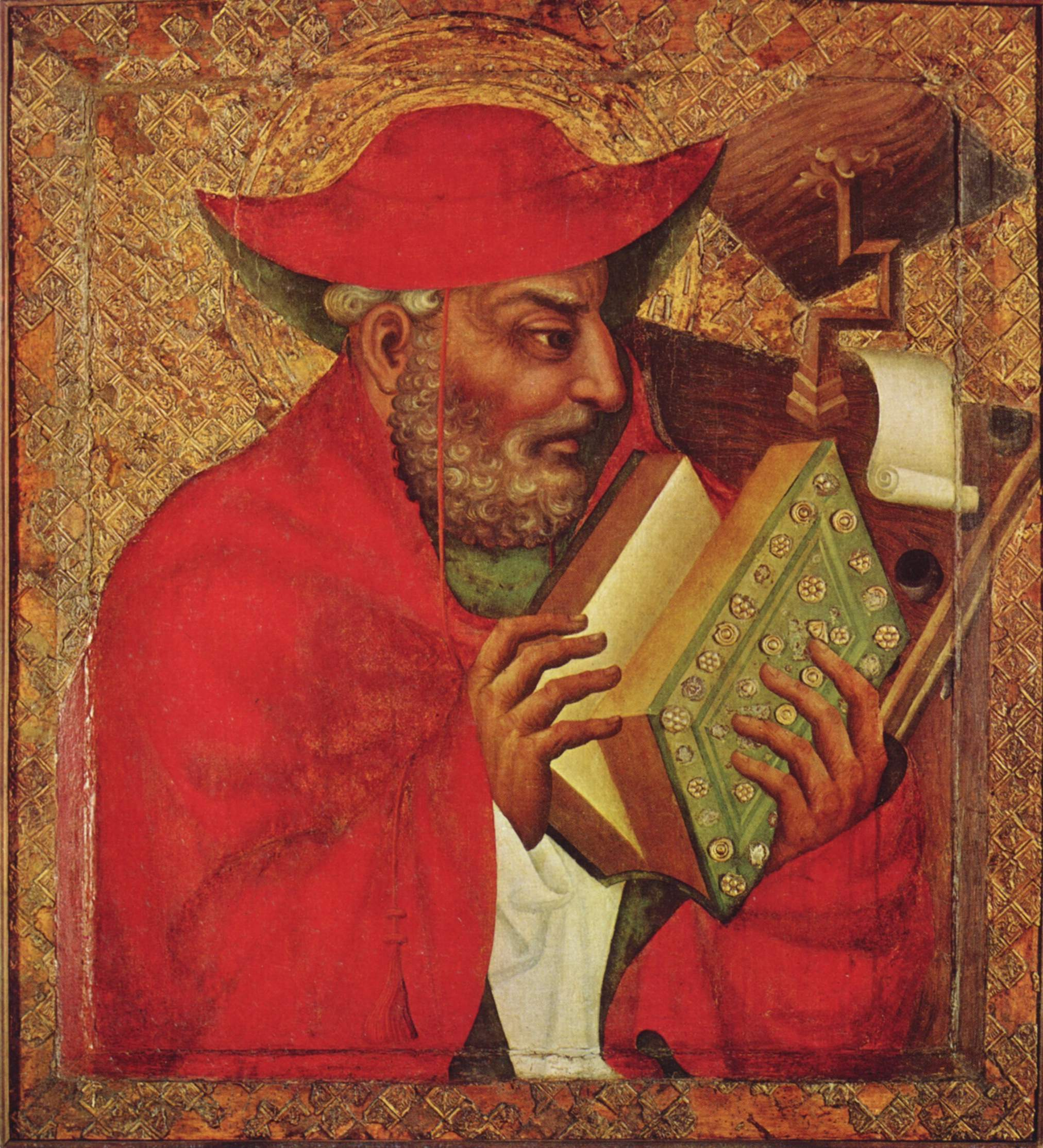
Autor Vulgaty, sv. Jeroným na obrazu Mistra Theodorika

Vulgata je pozdně antický latinský překlad bible, který je převážně dílem církevního otce Jeronýma z přelomu 4. a 5. století. Na rozdíl od překladu Vetus Latina je pořízen z původních jazyků (hebrejština, aramejština a řečtina) a stala se závazným textem západní církve pro celý středověk. Teprve v 16. století se rozšířila studia textů bible v původních jazycích, která dala vzniknout původním národním překladům bible i revidovaným textům Vulgáty (Sixto-klementina, Neovulgata).
Základem Vulgáty je Jeronýmův překlad většiny biblických knih Starého zákona z hebrejštiny do latiny, pro knihy Nového zákona pouze revidoval starší překlad Vetus Latina. Podnět k tomuto dílu dal papež Damasus I. a název pochází ze spojení versio vulgata, tedy lidové vydání. Překlad byl pořízen do běžné latiny, aby mu jeho posluchači rozuměli, a záměrně neaspiroval na klasickou vybroušenost jazyka Ciceronova. Pro křesťanský Západ byla Vulgata dlouho jediným překladem Starého zákona přímo z hebrejštiny, kterou se Jeroným naučil od židovských učenců. Do národních jazyků se Bible dlouho překládala z Vulgaty, někde až do 20. století.

## Různá vydání
Sám Jeroným je autorem přinejmenším tří mírně odlišných verzí Vulgaty. První z nich je tzv. římská Vulgata, která přetrvala pouze v Británii, a to až do roku 1066. Druhou verzí byla galikánská Vulgata, kterou Jeroným upravil o několik let později. Jednalo se o menší vylepšení, zvláště v textu Starého zákona. Tato verze se několik desetiletí po svém sepsání stala standardním latinským vydáním Bible katolické církve. Hispánská Vulgata se shoduje s římskou Vulgatou až na knihu žalmů, kterou Jeroným přeložil potřetí přímo z hebrejštiny.

## Vznik Vulgaty

### Vetus Latina a Jeronýmovy překlady
Latinská bible užívaná před Vulgatou, obecně známá jako Vetus Latina neboli starolatinský překlad, nebyla výsledkem práce jednotlivce. Jednotlivé knihy byly přeloženy v různé kvalitě a stylu. Vzhledem k tomu, že Jeroným považoval deuterokanonické knihy, resp. knihy nezařazeného do palestinského kánonu za méně důležité než ostatní knihy, převzal jejich existující překlad (až na úseky knihy Tóbijáš a Júdit).
Jeroným začal revizí překladu evangelií, následně přešel k revizi překladu žalmů. O této revizi žalmů však není nic známo. Když se Jeroným přesunul v roce 387 do Betléma, začal překládat ze Septuaginty podle Órigenovy Hexaply. Vznikl tak nový překlad žaltáře, tzv. „galikánský“ (neboť se používal v galikánské liturgii). Ze Septuaginty přeložil také Jóba, Přísloví, Píseň písní, Kazatele a 1. a 2. knihu Paralipomenon. Není známo, zda ze Septuaginty nepřeložil i některé další knihy.
V dalších překladech pokračoval Jeroným z hebrejštiny, tj. z originálního jazyka valné většiny Starého zákona. Započal svou práci opět žaltářem, dále pokračoval proroky včetně Daniela a jeho řeckých doplňků (390 – 392), 1. a 2. knihou Samuelovou, 1. a 2. knihou královskou (392 nebo 393), Jóbem (394), a knihami Ezdráš a Nehemjáš (394). Poté následovaly knihy 1. a 2. Paralipomenon (395 – 396), Přísloví, Kazatel, Píseň písní (398) a Pentateuch (asi 400). Svou práci zakončil překladem knihy Ester s dodatky (krátce před 404) a knihami Jozue, Soudců a Rút (405 – 406).
Z Jeronýmova pera nám chybí překlady knih Makabejských, Bárucha a Jeremjášova dopisu. Také text Nového zákona – kromě revize evangelií – prostě převzal.

### Formace a složení Vulgaty
Jeronýmův počin byl sice velký, neznamenal však sám o sobě nic převratného – nebyl ani prvním, ani posledním pokusem o překlad Písma do latiny. Skutečnost, že překládal z hebrejštiny, také nebyla pro jeho současníky tak významná. Byla to autorita papeže Damasa I. a jeho zmínky v prologu k evangeliím, které učinily z Jeronýmova překladu hlavní a nejpoužívanější překlad. Jeronýmovy překlady začaly být používané zvláště od začátku devátého století, kdy se objevily ve větším počtu jednosvazkové biblické rukopisy. Nejvíce se prosadila verze Alcuinova, doplněná o latinskou verzi zbývajících, Jeronýmem nepřeložených knih. Alcuinova Vulgáta byla základem pro tzv. pařížskou vulgátu, standardní text latinské bible používaný ve 13. století v Paříži, na němž se sjednotil více méně celý Západ. Vulgáta jako taková tedy existuje až od doby Alcuinovy, tj. od doby karolinské (9. století).
Od 9. století (tj. v Alcuinově verzi) obsahovala Vulgata následující knihy a překladové verze:
- Jeronýmovy překlady z hebrejštiny včetně překladu knih Júdit a Tobiáš a s řeckými dodatky k Ester a Danielovi;
- galikánský žaltář, tj. Jeronýmův překlad z řečtiny;
- Kniha Báruch, která byla ve Vetus Latina součástí knihy Jeremjáš, velmi často v 8. – 13. století chybí;
- Některé verze (např. zmíněná a převládající pařížská) po knize Nehemjáš obsahovaly 3. knihu Ezdrášovu, pod španělským vlivem následovala i 4. kniha Ezdrášova. Po 2. knize Paralipomenon následovala obvykle Manassesova modlitba. Přestože tyto knihy nebyly uznány Tridentským koncilem za součást biblického kánonu, byly i v Sixto-klementině tištěny jako dodatky.

## Vulgata Sixto-clementina

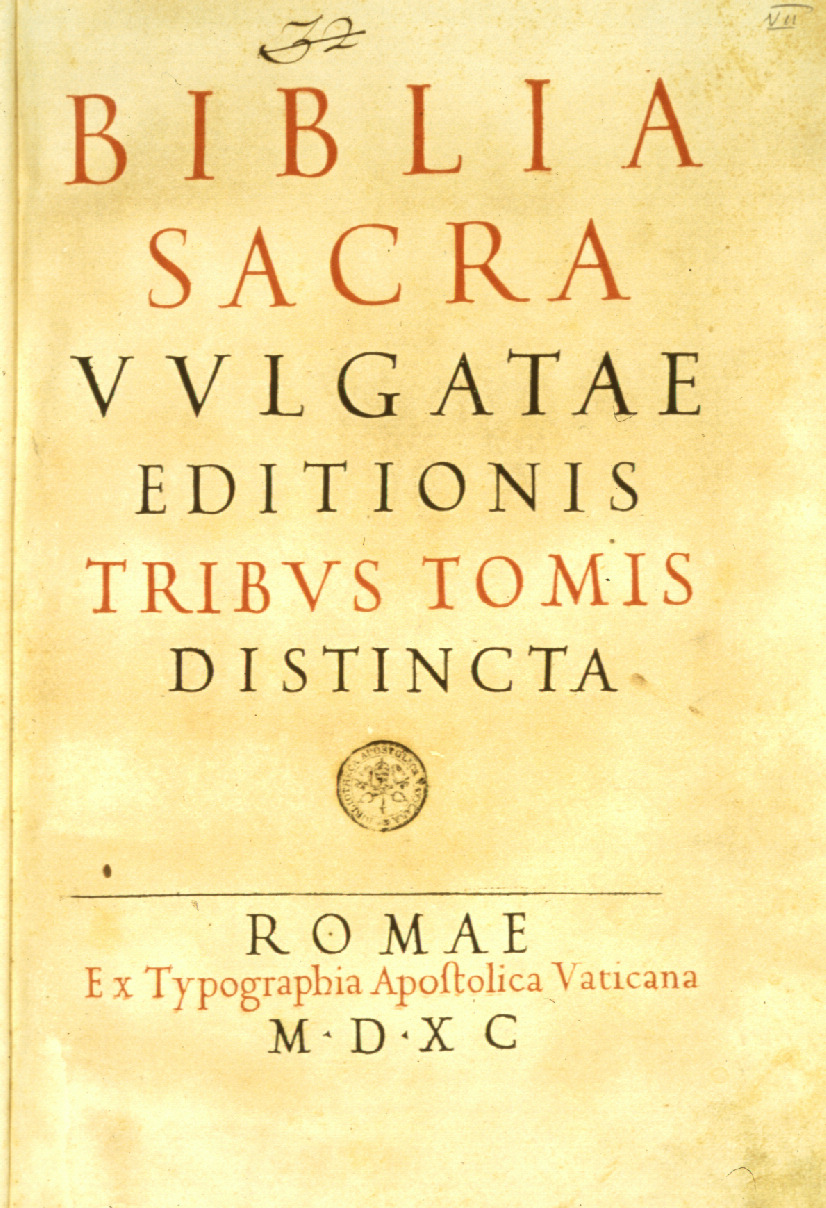
Vulgata Sixtina

Toto vydání Vulgaty (tzv. Sixto-klementina) bylo užíváno v liturgii římské církve až do Druhého vatikánského koncilu. Během středověku se nevyhnul původní Jeronýmův text běžným opisovačským chybám, proto existovalo několik pokusů očistit takto poškozený text; mezi ně patří pokus Alcuina z Yorku na začátku 9. století za vlády Karla Velikého, který se stal podkladem pro Pařížské vydání Vulgaty. S příchodem knihtisku se zmenšilo i nebezpečí lidských chyb při vydávání knih a to přispělo k jednotnosti textu. Tridentský koncil potvrdil Vulgatu jako závazný latinský překlad Písma, a to vedlo k tomu, že bylo potřeba text ujednotit a pokusit se nalézt jeho původní znění. Prvním z těchto pokusů byl pokus papeže Sixta V. (1585 – 1590), tzv. Sixtinská Vulgata (Vulgata Sixtina). Příchod dalšího papeže, Klementa VIII. (1592 – 1605), však přinesl další z pokusů text očistit a vydat. Tato Klementinská Vulgata (Vulgata Clementina) z r. 1592 se stala standardním vydáním bible pro latinsky hovořící církev až do 60. let 20. století.

## Nova Vulgata
Současným oficiálním latinským překladem římskokatolické církve je Nova Vulgata (též Neovulgata), vypracovaná z rozhodnutí papeže Pavla VI. v rámci provádění liturgické reformy Druhého vatikánského koncilu primárně pro potřeby biblických textů zařazovaných do nově vydávaných liturgických knih. Jde o moderní biblický překlad z originálních jazyků, hlavní předlohou pro překlad Starého zákona byl hebrejský masoretský text. Překladatelská komise práci začala r. 1969 překladem žalmů (latinské liturgické knihy pro denní modlitbu církve vydané r. 1971 měly žalmy již v neovulgátním znění, ostatní biblické texty stále z Vulgáty), překlad kompletní bible byl dokončen a souborně vydán r. 1979, následně byl postupně aplikován do dříve vydaných liturgických knih.

## Stuttgartské vydání
Je potřeba se též zmínit o vydání Vulgaty vydaném německou biblickou společností (Deutsche Bibelgesellschaft) se sídlem v Stuttgartu. Toto vydání, Biblia Sacra Vulgata (ISBN 3-438-05303-9), se snaží reprodukovat původní, čistou Vulgatu, jak ji sepsal Jeroným před zhruba 1600 lety. Jde o klasické kritické vydání, které se ale musí potýkat s neobvykle vysokým počtem dochovaných rukopisů. Základem vydání je Codex Amiatinus z počátku 8. století, jenž je považován za nejlepšího svědka původního Jeronýmova textu. Důležitou součástí textu jsou též Jeronýmovy úvody ke knihám. Toto vydání je ze zmíněných edic nejběžnější na internetu a obsahuje též 3. revizi Jeronýmova překladu Žalmů.

## Význam pro evropskou kulturu

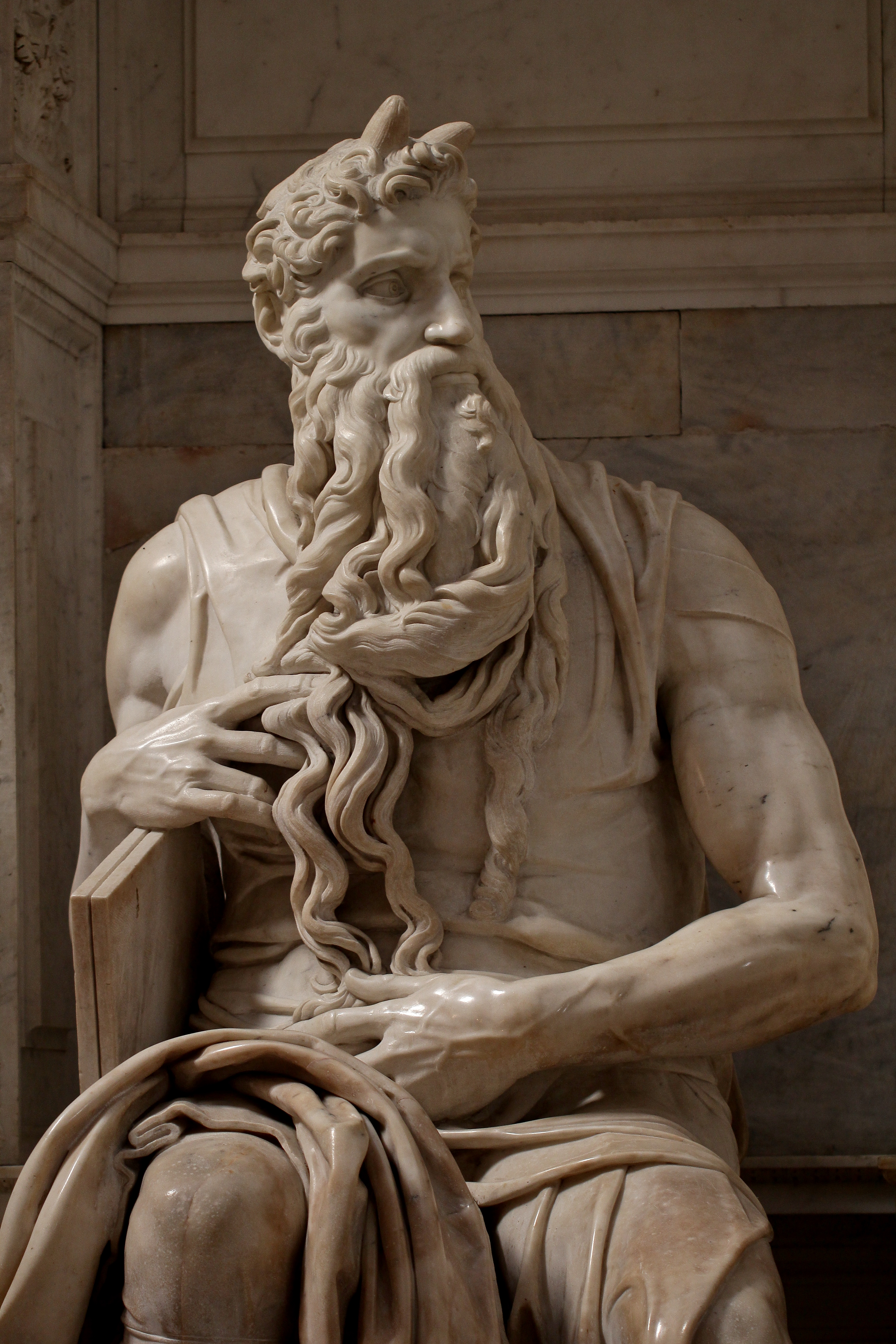
Michelangelův rohatý Mojžíš

Vulgata má pro vývoj kultury a umění ve středověku privilegované postavení. Byla biblickým překladem, který sjednocoval západní křesťanstvo a vlastně celý evropský kontinent. Dodnes se s ní můžeme v různých dílech – a nejen církevních – setkat. Dokonce mnohé obrazy převzaté přímo z latinského překladu Bible se staly prostorem, v němž se vyvíjel kánon evropského umění a svérázná symbolika. Svým stylem i obraty ovlivnila Vulgata všechny ostatní překlady Bible do moderních jazyků.
Příkladem kulturního dopadu Vulgaty je charakteristika tváře Mojžíše po jeho návratu z rozhovoru s Hospodinem na hoře Sinaj. Podle knihy Exodus byla zářící, Jeroným však souhláskový kořen KRN vokalizuje odlišně (doplňuje jiné samohlásky) a překládá jako „cornuta“, tedy rohatá. Rohatý Mojžíš se tak vyskytuje ve starším umění, včetně slavného Michelangelova Mojžíše na náhrobku Julia II. v bazilice sv. Petra v okovech v Římě.

## Vulgata Koránu
Pojmu Vulgata se užívá v arabistice též pro autorizovaný text koránu, jak byl vytvořen za vlády třetího chalífy Uthmána (uthmánská redakce, uthmánský kodex).